# Alfons Jonckx
Alphonsus Theophilus Maria (Alfons) Jonckx (Gent, 29 oktober 1872 – aldaar, 20 januari 1953) was een Belgisch Vlaamsgezind jurist, activist en lid van de Raad van Vlaanderen.

## Levensloop
Na lager onderwijs aan het Sint-Lievensgesticht en humaniora aan het Sint-Barbaracollege promoveerde hij in 1899 tot doctor in de rechten aan de Rijksuniversiteit Gent en vestigde zich als advocaat in deze stad.
Vlaamsgezind vanaf de collegejaren stichtte hij met enkele leerlingen de spaarvereniging Wij Hopen. Als student werd hij redactiesecretaris van La Liberté en kon er zijn ideeën in het Frans uitdragen, onder meer door zijn artikelenreeks Le fransquillonisme est un mal. Hij was ook actief in internationale bewegingen voor verdrukte minderheden, waaronder hij katholiek Vlaanderen rekende. Dit stemde overeen met zijn inzet bij de rooms-katholieken van antimodernistische en behoudsgezinde strekking. Hij werd hoofdredacteur van De Katholiek en Correspondance catholique. 
Tijdens de Eerste Wereldoorlog was hij een vroege aanhanger van het activisme. Vanaf 1915 behoorde hij tot de kerngroep van het radicale Jong-Vlaanderen. In oktober 1916 werd hij hoogleraar aan de vernederlandste universiteit van Gent. In februari 1917 werd hij lid van de Raad van Vlaanderen. In januari 1918 stichtte hij, samen met Jan Domela Nieuwenhuis Nyegaard de Vlaamsche Nationalistenbond. Hij werd op hetzelfde tijdstip lid van de Commissie van Gevolmachtigden (soort regering van de Raad van Vlaanderen), bevoegd voor Buitenlandse Zaken.
In november 1918 vluchtte hij naar Duitsland en enkele maanden later naar Nederland. Hij was er werkzaam als jurist en schreef onder meer talrijke bijdragen over amnestie. Ondertussen was hij in België bij verstek veroordeeld tot levenslange hechtenis.
In 1936 kwam hij terug naar België en na 1940 stapte hij opnieuw in de collaboratie en werd lid van de Bormscommissie. Hij werd na de Bevrijding gevangengenomen en tot vijftien jaar hechtenis veroordeeld. Na een paar jaar werd hij, vanwege zijn hoge leeftijd, vrijgelaten.
Tevens maakte hij deel uit van het Sodalitium Pianum, een informatienetwerk binnen de katholieke kerk opgericht door paus Pius X.

## Publicaties
- Een Gentsche klucht der Vlaamschverdrukkende rechters op het Paleis van Justitie ofte de geldzak en het Fransch patriotardisme in drie schuifkens, 1918.
- De amnestie in het Vredesverdrag van Versailles en in andere Tractaten, 1923.
- Les anciens évêchés des Pays-Bas, in: Annuaire pontifical catholique, 1926.
- Belgica intangibilis, in: Jong Dietschland, 1927.
- De amnestie van Compiègne, in: Jong Dietschland, 1927.
- De Kerk in Vlaanderen, in: Jong Dietschland, 1927.
- Belgica juris contemptrix, in: Jong Dietschland 1931-1932.
- De verschuldigde amnestie, 1933.